# 첫 사랑니 (Rum Pum Pum Pum)
《첫 사랑니 (Rum Pum Pum Pum)》는 대한민국의 음악 그룹 f(x)의 노래이다. 2013년 7월 29일에 f(x)가 발매한 《Pink Tape》의 타이틀 곡이다.
7월 17일에 SM은 f(x)가 1년 간의 공백을 마치고 정규 2집 《Pink Tape》로 복귀한다고 알렸다. 7월 22일에는 앨범의 타이틀 트랙인 〈첫 사랑니 (Rum Pum Pum Pum)〉의 뮤직 비디오를 공식 유튜브 채널을 통해 공개하였다. 음원 공개 전인 7월 25일 Mnet의 《M! Countdown》에서 첫 무대를 가졌으며, 이어서 26일 KBS 《뮤직뱅크》, 27일 MBC 《쇼! 음악중심》, 28일 SBS 《인기가요》에 연이어 무대 공연을 진행하여, 노래를 들으며 무대를 상상할 수 있도록 하는 마케팅 전략을 펼쳤다.
〈첫 사랑니 (Rum Pum Pum Pum)〉는 기타 사운드와 퍼커션 리듬을 강조한 팝 댄스 곡으로, 뒤늦게 찾아온 진짜 첫사랑에 대한 이야기를 사랑니의 특징에 빗대어 표현한 가사가 특징이다.